# Championnat de France de futsal de deuxième division 2014-2015
Navigation
Saison 2013-2014 Saison 2015-2016
Le Championnat de France de futsal Division 2 2014-2015 est le championnat national de second niveau du futsal français.
Le championnat est constitué de deux groupes de 10 équipes, le premier de chaque groupe rejoignant la Division 1 2015-2016.

## Format de la compétition
Le championnat de Division 2 Futsal est composé de deux groupes dont les deux premiers sont promus en Division 1 pour la saison suivante. Le meilleur des deux, au ratio points par match, est sacré champion de D2.
Les clubs placés à partir de la neuvième place dans les deux poules (cinq équipes) sont directement reléguées dans leur plus haut niveau régional respectif.
Un barrage d'accession entre les champions régionaux, auxquels s'ajoutent les deux huitième de D2 2014-2015, déterminent les promus pour la saison suivante.

## Clubs participants
| Classement 2013-2014 | Nom                        | Localisation           | Groupe |
| -------------------- | -------------------------- | ---------------------- | ------ |
| 12e D1               | Lyon Footzik               | Lyon                   | A      |
| 2e, groupe A         | Nantes Bela Futsal         | Nantes                 | A      |
| 3e, groupe A         | Roubaix Futsal             | Roubaix                | A      |
| 4e, groupe A         | AJM Faches-Thumesnil       | Faches-Thumesnil       | A      |
| 5e, groupe A         | MJC Pfastatt               | Pfastatt               | A      |
| 6e, groupe A         | Sporting Strasbourg Futsal | Strasbourg             | A      |
| 7e, groupe A         | Longwy Boys Futsal         | Longwy                 | A      |
| DH régional          | Paris ACASA                | Paris                  | A      |
| DH régional          | Hérouville Futsal          | Hérouville-Saint-Clair | A      |
| DH régional          | Strasbourg Hautepierre     | Strasbourg             | A      |
| DH régional          | Le Mans SO Maine           | Le Mans                | A      |
| 11e D1               | Roubaix AFS                | Roubaix                | B      |
| 13e D1               | Paris Métropole Futsal     | Paris                  | B      |
| 2e, groupe B         | Montpellier Petit-Bard     | Montpellier            | B      |
| 3e, groupe B         | UJS Toulouse 31            | Toulouse               | B      |
| 4e, groupe B         | Lyon Moulin à Vent         | Lyon                   | B      |
| 5e, groupe B         | Beaucaire Futsal           | Beaucaire              | B      |
| 6e, groupe B         | Bastia Agglo Futsal        | Bastia                 | B      |
| DH régional          | Pessac Châtaigneraie       | Pessac                 | B      |
| DH régional          | AJAMS Port-de-Bouc         | Port-de-Bouc           | B      |

## Compétition

### Groupe A
| \| Faches-Thumesnil Le Mans Longwy Nantes Paris ACASA Pfastatt Roubaix Strasbourg \| Équipes du groupe A |
| Faches-Thumesnil Le Mans Longwy Nantes Paris ACASA Pfastatt Roubaix Strasbourg                           |

Source
| Rang | Équipe                     | Pts | J  | G  | N | P  | Bp  | Bc  | Diff |
| ---- | -------------------------- | --- | -- | -- | - | -- | --- | --- | ---- |
| 1    | Roubaix AFS R              | 67  | 20 | 16 | 0 | 4  | 108 | 63  | +45  |
| 2    | Nantes Bela Futsal         | 66  | 20 | 15 | 1 | 4  | 125 | 69  | +56  |
| 3    | Paris ACASA P              | 65  | 20 | 15 | 0 | 5  | 98  | 62  | +36  |
| 4    | Longwy Boys Futsal         | 62  | 20 | 14 | 0 | 6  | 134 | 96  | +38  |
| 5    | MJC Pfastatt               | 53  | 20 | 11 | 0 | 9  | 105 | 100 | +5   |
| 6    | AJM Faches-Thumesnil       | 48  | 20 | 9  | 1 | 10 | 106 | 98  | +8   |
| 7    | Sporting Strasbourg Futsal | 44  | 20 | 8  | 0 | 12 | 94  | 102 | -8   |
| 8    | Roubaix Futsal             | 39  | 20 | 6  | 2 | 12 | 75  | 90  | -15  |
| 9    | Hérouville Futsal P        | 38  | 20 | 6  | 0 | 14 | 90  | 121 | -31  |
| 10   | Strasbourg Hautepierre P   | 38  | 20 | 6  | 0 | 14 | 89  | 135 | -46  |
| 11   | Le Mans SO Maine P         | 23  | 20 | 1  | 0 | 19 | 68  | 156 | -88  |

Promotions et relégations
- Accession en Division 1 2015-2016
- Relégation en Ligue régionale 2015-2016
- Barragiste D2-DH

Abréviations
- P : Promu de Ligue régionale 2013-2014

- R : Relégué de Division 1 2013-2014

### Groupe B
| \| Bastia AF Bastia CF Beaucaire Lyon Footzik Lyon MV Montpellier Paris MF Pessac Port-de-Bouc Toulouse UJS \| Équipes du groupe B |
| Bastia AF Bastia CF Beaucaire Lyon Footzik Lyon MV Montpellier Paris MF Pessac Port-de-Bouc Toulouse UJS                           |

| Rang | Équipe                        | Pts | J  | G  | N | P  | Bp  | Bc  | Diff |
| ---- | ----------------------------- | --- | -- | -- | - | -- | --- | --- | ---- |
| 1    | Bastia Agglo Futsal           | 63  | 18 | 14 | 3 | 1  | 116 | 62  | +54  |
| 2    | Montpellier Petit-Bard        | 48  | 18 | 9  | 3 | 6  | 88  | 90  | -2   |
| 3    | Pessac Châtaigneraie Futsal P | 47  | 18 | 9  | 2 | 7  | 85  | 83  | +2   |
| 4    | Lyon Footzik R                | 46  | 18 | 9  | 1 | 8  | 117 | 100 | +17  |
| 5    | UJS Toulouse 31               | 44  | 18 | 7  | 5 | 6  | 84  | 73  | +11  |
| 6    | Paris Métropole Futsal R      | 42  | 18 | 7  | 3 | 8  | 66  | 73  | -7   |
| 7    | Lyon Moulin à Vent            | 41  | 18 | 7  | 2 | 9  | 81  | 82  | -1   |
| 8    | Beaucaire Futsal              | 37  | 18 | 6  | 1 | 11 | 69  | 82  | -13  |
| 9    | AJAMS Port-de-Bouc P          | 35  | 18 | 5  | 4 | 9  | 71  | 91  | -20  |
| 10   | Bastia Centre Foot            | 32  | 18 | 4  | 2 | 12 | 64  | 105 | -41  |

Promotions et relégations
- Accession en Division 1 2015-2016
- Relégation en Ligue régionale 2015-2016
- Barragiste D2-DH

Abréviations
- P : Promu de Ligue régionale 2013-2014

- R : Relégué de Division 1 2013-2014

### Meilleurs buteurs
| # | Nom             | Club         | Poule | Buts |
| - | --------------- | ------------ | ----- | ---- |
| 1 | Gusti           | Bastia Agglo | B     | 45   |
| 2 | Pepe            | Longwy Boys  | A     | 44   |
| 3 | David Le Boette | Nantes Bela  | A     | 35   |
| 4 | Boulaye Ba      | Paris ACASA  | A     | 34   |

## Barrages DH-D2
La phase permettant de déterminer les équipes promues en Division 2 2015-2016 se déroule en deux tours. Le premier se compose de six groupes de quatre équipes disputés en tournoi toutes rondes, dont les deux premiers se qualifient pour le deuxième tour, qui compte trois groupes de quatre équipes.
Le premier tour a lieu le 23 mai et le second début juin.
Les deux équipes ayant terminées huitièmes des deux groupes de Division 2 2014-2015, Roubaix Futsal et Beaucaire Futsal, prennent part à ces barrages et peuvent être relégués. Trois Ligues régionales (Paris Île-de-France, Corse et Atlantique) compte deux clubs qualifiés pour le premier tour.
| Résultats | Résultats | Résultats | Résultats | Résultats | Résultats |
| --- | --- | --- | --- | --- | --- |
| Premier tour | | | | | |
| Groupe A | Groupe B | Groupe C | Groupe D | Groupe E | Groupe F |
| 1. Étoile lavalloise FC (Maine) 2. Nantes C'West (Atlantique) 3. TA Rennes (Atlantique) 4. Caen Guérinière (Basse-Norm.) | 1. Champs Futsal (Paris-IdF) 2. USM Saran (Centre) 3. Courneuvienne Futsal (Paris-IdF) 4. US Januay-Clan (Centre-Ouest) | 1. Roubaix Futsal (D2) 2. ASC Tourcoing (Nord-PC) 3. Reims Métropole (Champagne-Ard.) 4. Le Havre Caucriauville (Normandie) | 1. Mulhouse Bourtzwiller (Alsace) 2. Amiens FC (Picardie) 3. Héricourt SG (Franche-Comté) 4. Marly Futsal (Lorraine) | 1. Mérignac Futsal (Aquitaine) 2. Toulouse Déf. de Fer (Midi-Pyr.) 3. USJ Furiani (Corse) 4. FC Alata (Corse) | 1. Beaucaire Futsal (D2) 2. Montpellier Agglo (Languedoc-Rous.) 3. Marseille Beach Team (Méditerranée) 4. Martel Caluire (Rhône-Alpes) |
| Second tour | | | | | |
| Poule A | Poule A | Poule B | Poule B | Poule C | Poule C |
| - Étoile lavalloise FC - Nantes C’West - Amiens Futsal Club - ASC Tourcoing Renouveau                                    | - Étoile lavalloise FC - Nantes C’West - Amiens Futsal Club - ASC Tourcoing Renouveau                                   | - Roubaix Futsal - Mulhouse Bourtzwiller - Champs Futsal                                                                    | - Roubaix Futsal - Mulhouse Bourtzwiller - Champs Futsal                                                             | | |

## Bilan de la saison
Meilleur des deux premiers au ratio point par match, le Bastia Agglo Futsal est sacré champion de D2 2014-2015.
Seul une équipe est reléguée de D1 à la suite du forfait général du Cannes Bocca Futsal. Les relégations de D2 ne sont pour autant pas modifiées, la division comptant une équipe en trop lors de cette édition 2014-2015.
Les deux barragistes Roubaix Futsal et Beaucaire Futsal se maintiennent et son accompagnés de l'Étoile lavalloise FC, l'USM Saran, Nantes C'West, Mérignac Futsal et Montpellier Agglo Futsal, promus de DH.
| Tableau d'honneur de la saison 2014-2015 |                                                                                                 |                        |                                                                                       |
| Champion de France de Division 2         |                                                                                                 |                        |                                                                                       |
| Bastia Agglo Futsal                      |                                                                                                 |                        |                                                                                       |
| Promotions et relégations                |                                                                                                 |                        |                                                                                       |
| Promus en Division 1                     | Bastia Agglo Futsal Nantes Bela                                                                 | Relégués de Division 1 | ASL Clénay                                                                            |
| Relégués en DH                           | Hérouville Futsal Strasbourg Hautepierre Le Mans SO Maine AJAMS Port-de-Bouc Bastia Centre Foot | Promus de DH           | Étoile lavalloise FC USM Saran Mérignac Futsal Montpellier Agglo Futsal Nantes C'West |